# Asociación de Hispanistas Griegos

La Asociación de Hispanistas Griegos (en griego: Εταιρεία Ελλήνων Ισπανιστών), es una organización fundada en 1997 en Atenas, Grecia. Cuyo objetivo principal es promover el conocimiento de la cultura hispana en Grecia, como ser sobre los estudios históricos y literarios de Hispanoamérica. También se promueven la enseñanza y la investigación del resto de las lenguas, literaturas y civilizaciones de la península ibérica como de España, Portugal, Andorra, Iberoamérica, Filipinas, Timor Oriental y otras partes del mundo de habla hispana y portuguesa. Por vinculación histórica, Grecia y España, tienen una relación en común. Los griegos llegaron por primera vez a España en el siglo VII a. C. y muy poco después fundaron la ciudad de Emporion, conocida hoy como Ampurias, en las costas de Cataluña. Los griegos, igual que los fenicios, colonizaron la zona del litoral de Levante, pero no penetraron al interior de la Península, ya que no tenían espíritu conquistador, sus intereses eran los comerciales. Las colonizaciones fenicia y griega, se parecen en cuanto a su carácter periférico (no intentaron obtener el control total de la Península). Sin embargo son diferentes en cuanto a que los griegos construyeron verdaderas ciudades estados totalmente autónomas, a semejanza de las ciudades de la metrópoli. La importancia mayor de la colonización griega consistió en traer a España la idea del comercio, la industria y la agricultura. Fueron ellos quienes introdujeron los cultivos de la uva y el olivo. En cambio tras la conquista de la Corona de Aragón, se crea el Llibre del Consolat de Mar, un código de costumbres marítimas. Además, se fundan diversas compañías marítimas, como la Magnas Societas Cathalanorum, gracias a la cual en 1380 se conquistarían territorios como los ducados de Atenas y Neopatria, quedando bajo la soberanía de Pedro el Ceremonioso. De esta manera, la enseña de las cuatro barras de Aragón ondeó durante casi un siglo en la Acrópolis de Atenas.
Hoy en día el español en Grecia, es hablado por la comunidad sefardita, descendientes de los judíos que fueron expulsados por los Reyes Católicos en 1492. Aparte de conservar el español, como el resto de otras naciones occidentales, también hablan una lengua derivada del castellano o español como es el judeoespañol o ladino. Además en 1991, se crea también la Asociación de profesores de español e hispanistas en Grecia, encargados de la enseñanza del español.